# Succinitaxus
Succinitaxus és un gènere d'aranyes araneomorfes fòssils de la família dels sinotàxids (Synotaxidae). Fou descrit per Wunderlich l'any 2004.
Les espècies d'aquest gènere han estat descobertes dins l'ambre de la mar Bàltica (ambre bàltic), el de Rivne a Ucraïna i el de Bitterfeld a Saxònia-Anhalt, a Alemanya. Daten del Paleogen.
Segons el World Spider Catalog versió 19.0 (2018), existeixen les següents espècies fòssils:
- Succinitaxus brevis Wunderlich, 2004
- Succinitaxus minutus Wunderlich, 2004